# Нове-Островы (гмина)
Нове-Островы (пол. Nowe Ostrowy) — сельская гмина (волость) в Польше, входит как административная единица в Кутновский повет, Лодзинское воеводство. Население — 3944 человека (на 2004 год). Гродно является одной из деревень в этой гмине.